# Crosio della Valle
Crosio della Valle – miejscowość i gmina we Włoszech, w regionie Lombardia, w prowincji Varese.
Według danych na rok 2004 gminę zamieszkiwały 572 osoby, 572 os./km².